# 戈黛娃夫人 (油画)
《戈黛娃夫人》是英国画家约翰·柯里尔 的一幅布面油画，绘制于 1897 年，前拉斐尔派风格，现藏于英国考文垂的赫伯特美术馆与博物馆。画作描绘戈黛娃夫人在考文垂裸体骑马，为市民争取减税的故事。 
这幅画由社会改革家托马斯·汉考克·纳恩遗赠于 1937 年。 